# Jarov (powiat Pilzno Południe)
Jarov – gmina w Czechach, w powiecie Pilzno Południe, w kraju pilzneńskim. Według danych z dnia 1 stycznia 2013 liczyła 224 mieszkańców.